# Liste von Hotels in Warschau
Diese Liste von Hotels in Warschau enthält bedeutende Hotels in der polnischen Hauptstadt Warschau.

## Warschauer Hotelgeschichte
Während des Zweiten Weltkriegs wurde die Warschauer Innenstadt weitgehend zerstört. Dem Bomben- und Granatenbeschuss sowie der systematischen Vernichtung der Bausubstanz während und nach dem Warschauer Aufstand durch Inbrandsetzung seitens deutscher Truppen fielen auch die wichtigsten Hotels der Stadt (in den Anfangskriegsjahren häufig noch von den deutschen Besatzern genutzt) zum Opfer. Nach dem Krieg wurden nur drei bedeutende Vorkriegshotels wieder aufgebaut: Hotel Bristol, Hotel Europejski und Hotel Polonia. In zwei weiteren historischen Gebäuden wurden – in Abänderung der ursprünglichen Nutzung – größere Hotels eingerichtet: Hotel Warszawa und Hotel Saski.

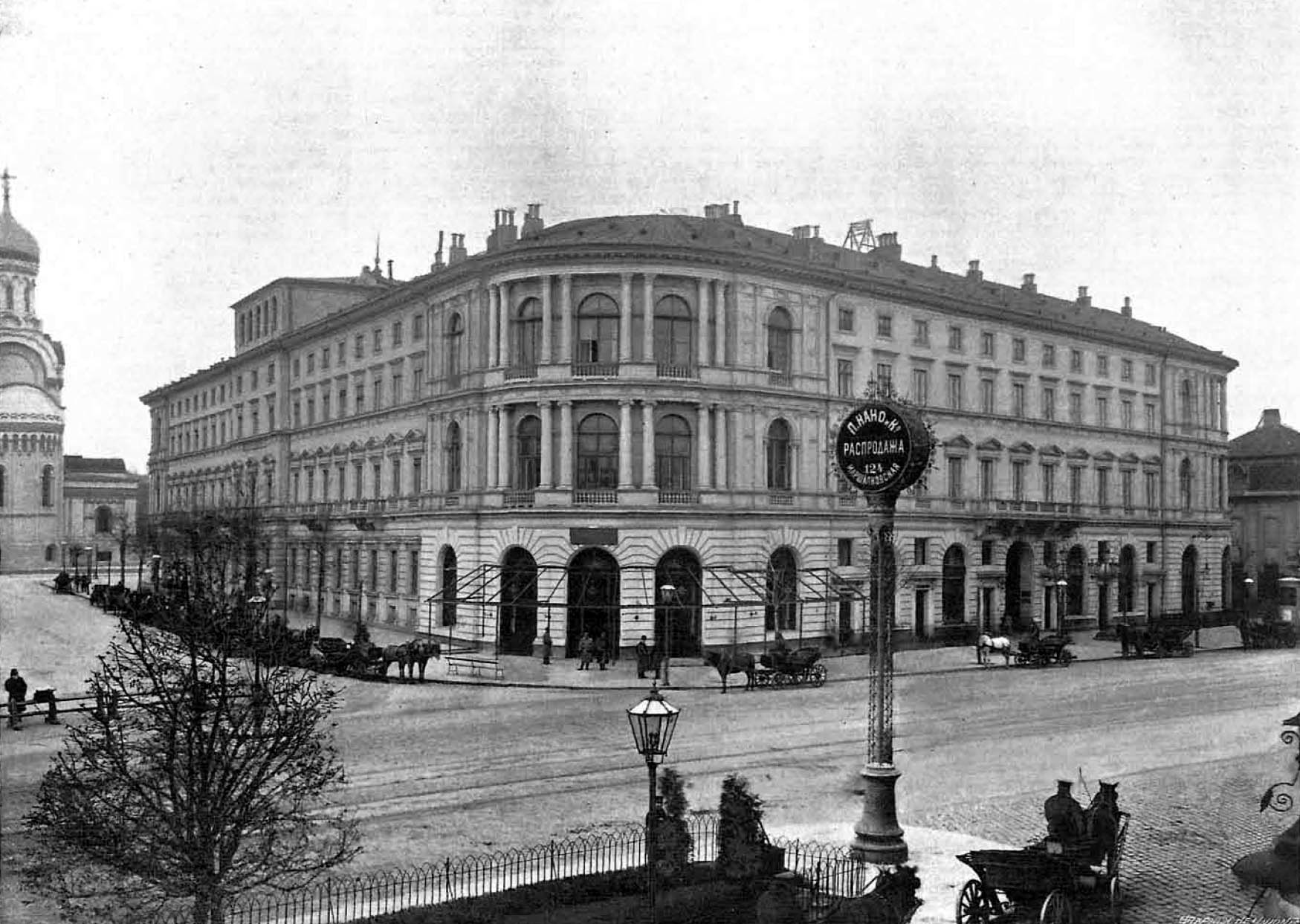
Das Hotel Europejski im russischen Generalgouvernement Warschau (1904)
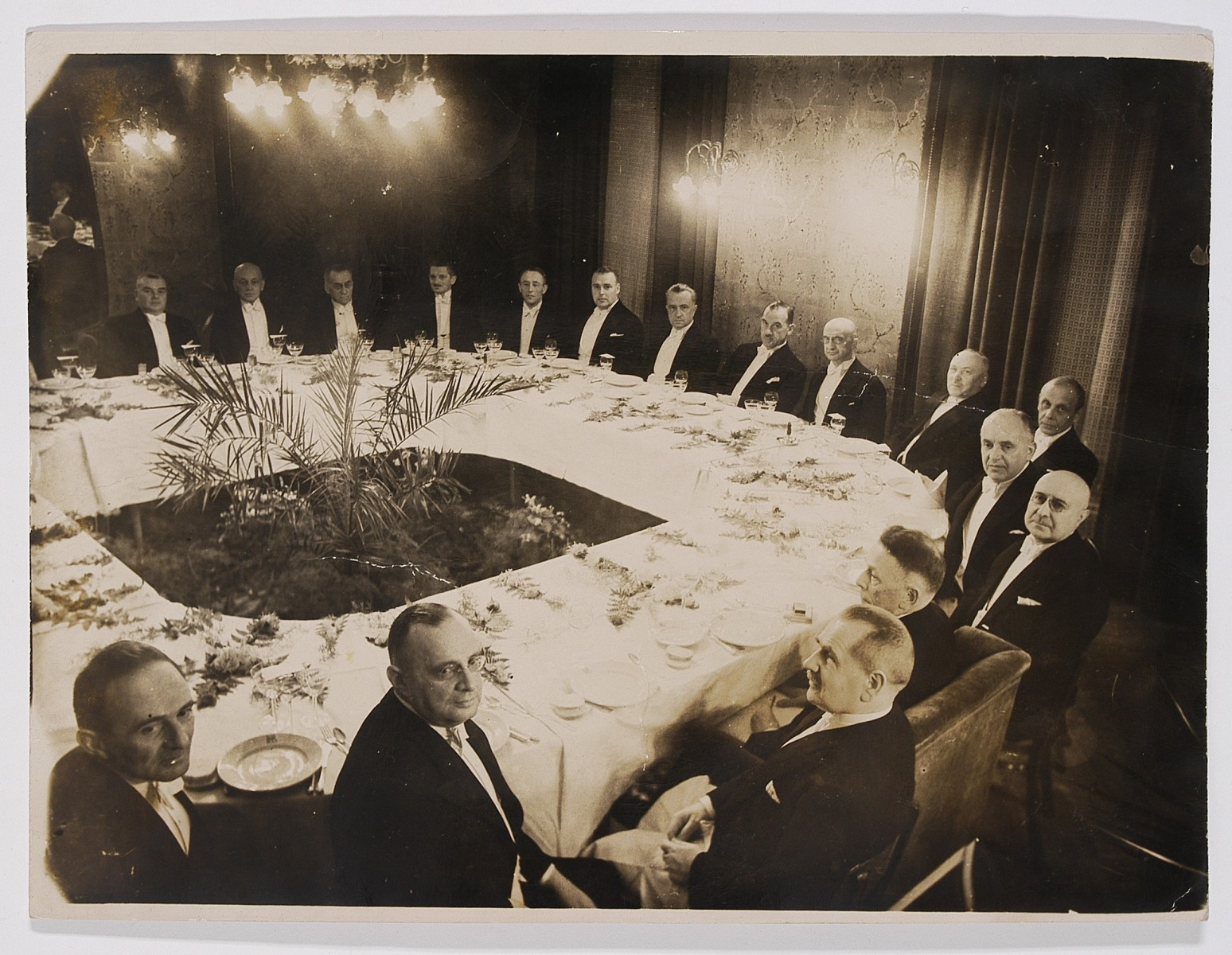
Festliches Bankett von Regierungsmitgliedern im Hotel Bristol im Jahr 1935
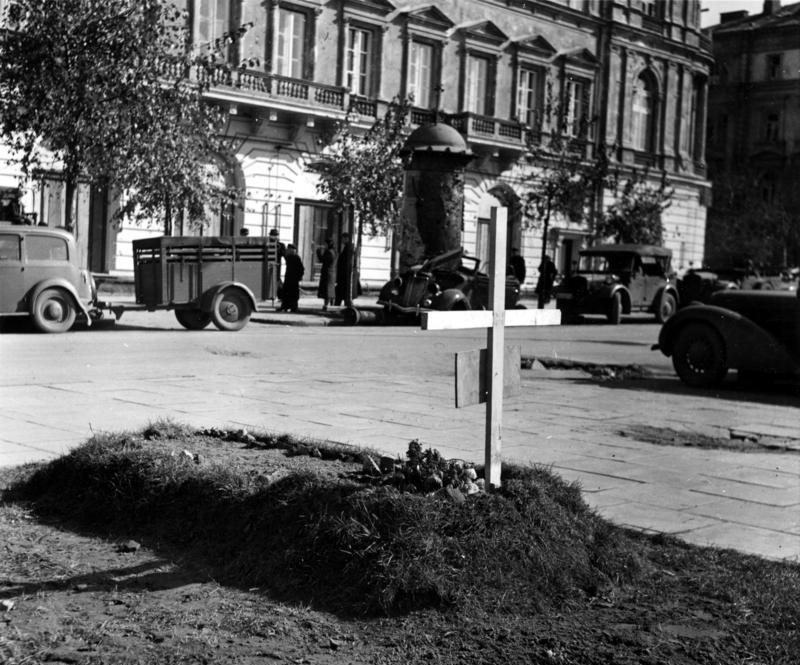
Ein provisorisches Grab vor dem Europejski-Hotel zu Kriegsbeginn
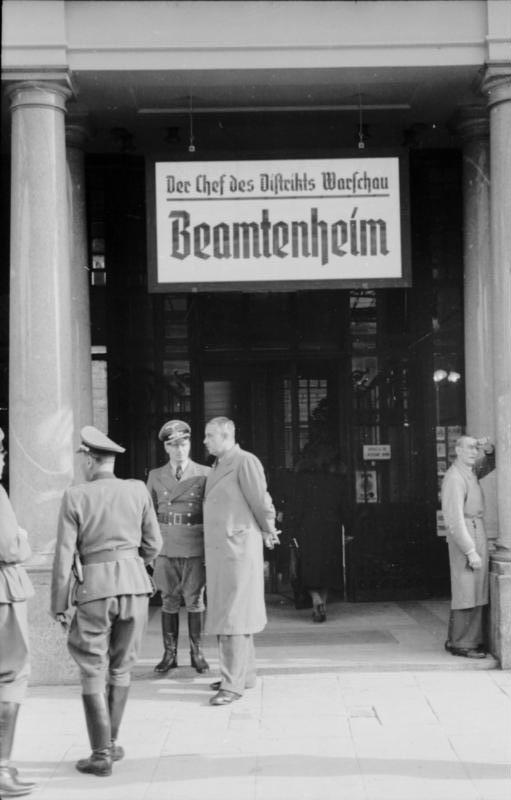
Das Bristol wurde während des Krieges von deutschen Einheiten genutzt (1941)

### Volksrepublik Polen
In der Zeit des Sozialismus entstanden moderne Hotelbauten. Im Stil des Sozialistischen Realismus wurde das Hotel MDM errichtet. Noch kurz vor der Einführung der neuen Architekturideologie entstand das allerdings auch monumentale Grand Hotel Orbis. Ab 1972 wurde von der schwedischen Baufirma Skanska für die staatliche polnische Tourismusgruppe Orbis das Hotel Forum, und ab 1974 das Hotel Victoria gebaut. Aus den 1960er und 1970er Jahren stammen die Hotels Belwederski, Gromada Centrum (Dom Chłopa), Metropol, Solec und Parkowa. Ein erstes Joint-Venture mit einer westlichen Hotelkette war das ab 1980 errichtete Hotel Marriott. Hier war die staatliche polnische Fluggesellschaft LOT der polnische Partner.

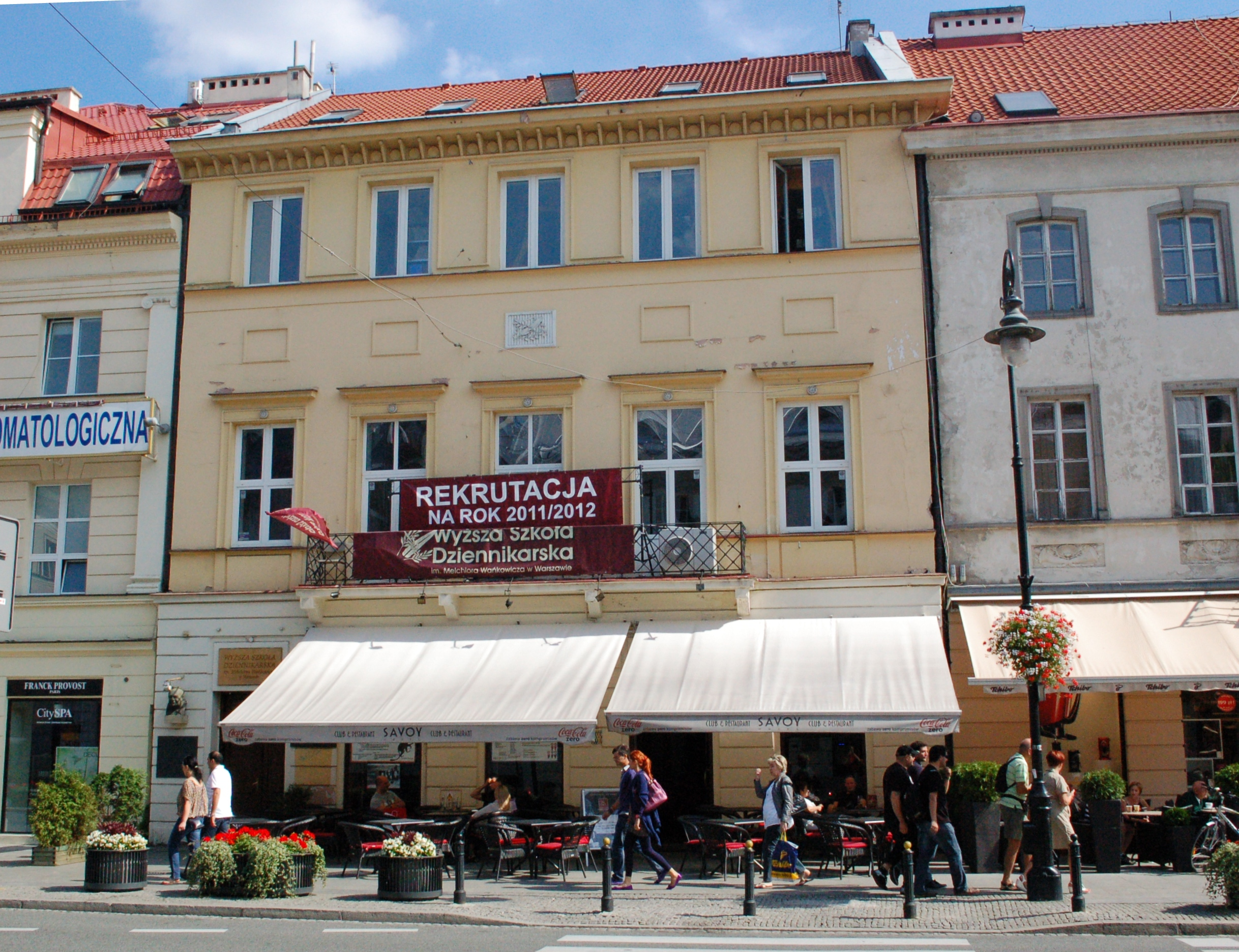
Das Savoy wurde nach dem Krieg als Bürohaus wiederaufgebaut
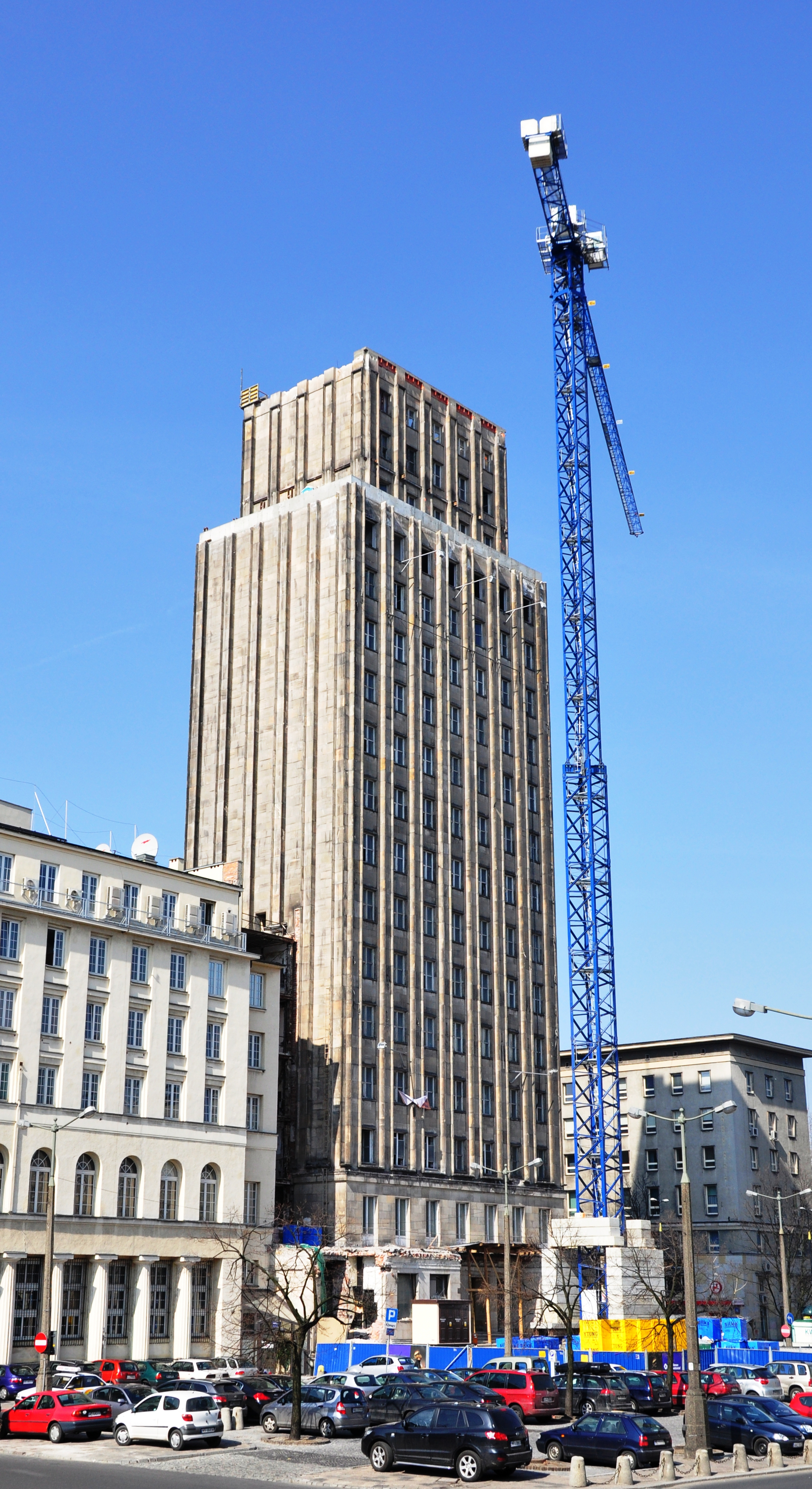
Rückbau des Hotels Warszawa zu einem Bürogebäude
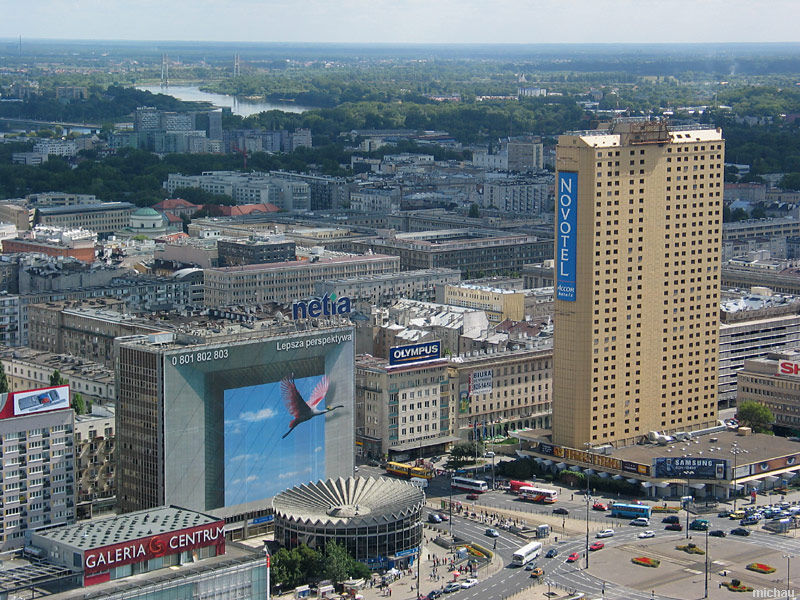
Das Forum-Hotel von Orbis vor der Sanierung (mit goldgelber Fassade)
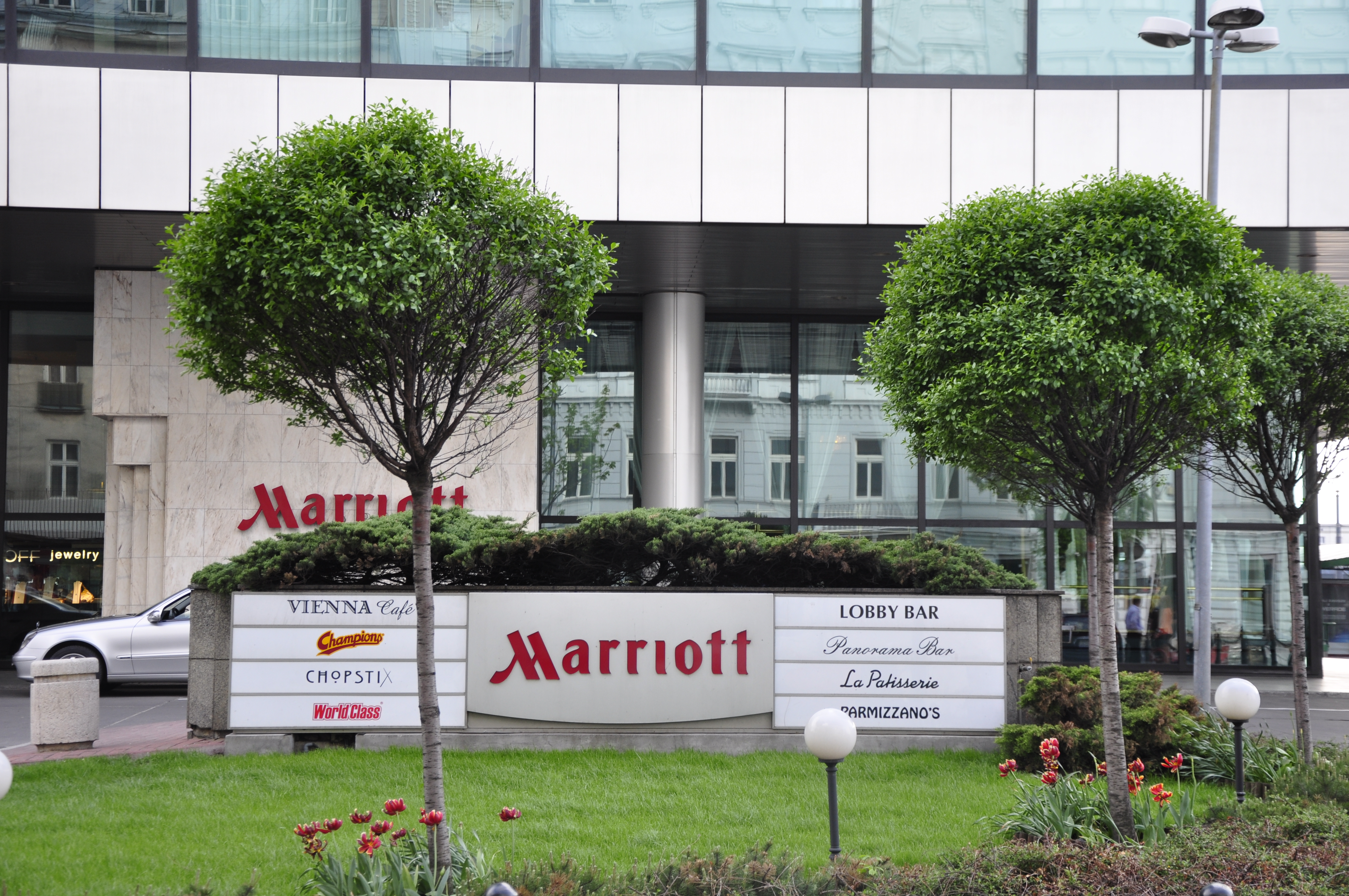
Die erste westliche Hotelkette in Warschau: Marriott

### Dritte Polnische Republik
Nach der Wende erschlossen große ausländische Hotelketten den Warschauer Markt. Die französische Gesellschaft Accor übernahm Anteile der Orbis-Gruppe und betreibt heute alte und neue Hotels unter den Accor-Marken Sofitel, Mercure, Novotel, Ibis und Etap. Die US-amerikanischen Hotelkonzerne Starwood (mit den Marken Le Méridien, Sheraton und Westin), InterContinental (mit den Marken Holiday Inn und InterContinental), Hyatt, Hilton sowie Marriott (mit der zweiten Marke Courtyard) bauten in den 1990er und 2000er Jahren moderne Grosshotels, oft mit Konferenzflächen. Best Western hat einen Franchisepartner in Warschauer Stadtteil Praga. Die österreichische Baufirma Ilbau übernahm die Warschauer Hotelgruppe Syrena von der Stadt und sanierte die Hotels Polonia und MDM. Die belgische Rezidor Hotel Group betreibt zwei Radisson-Blu-Häuser, die holländische Golden Tulip-Gruppe eines. Außerdem entstanden kleine Boutiquehotels in historischen Gebäuden, wie das Rialto oder das Mamaison Hotel Le Regina.

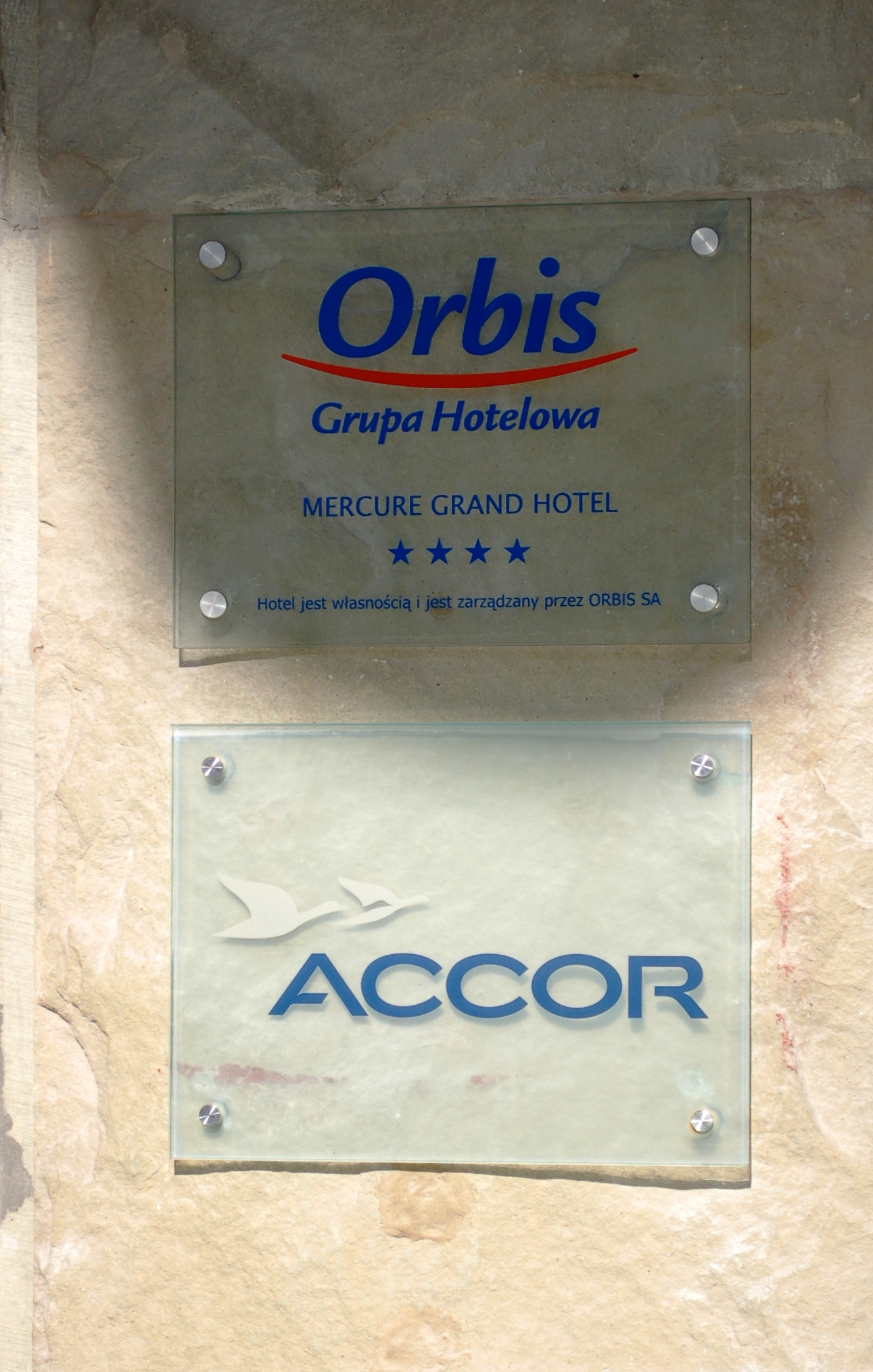
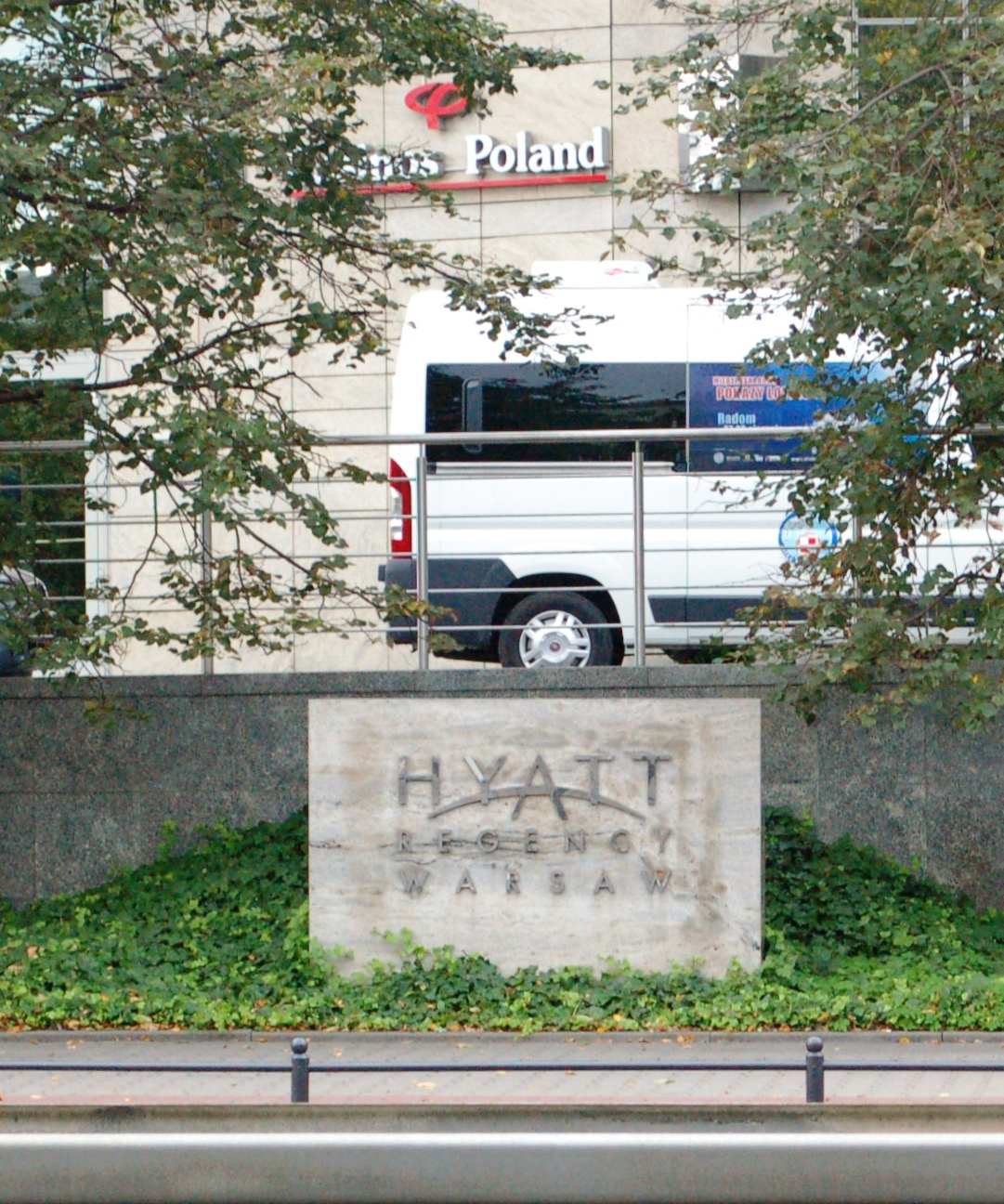
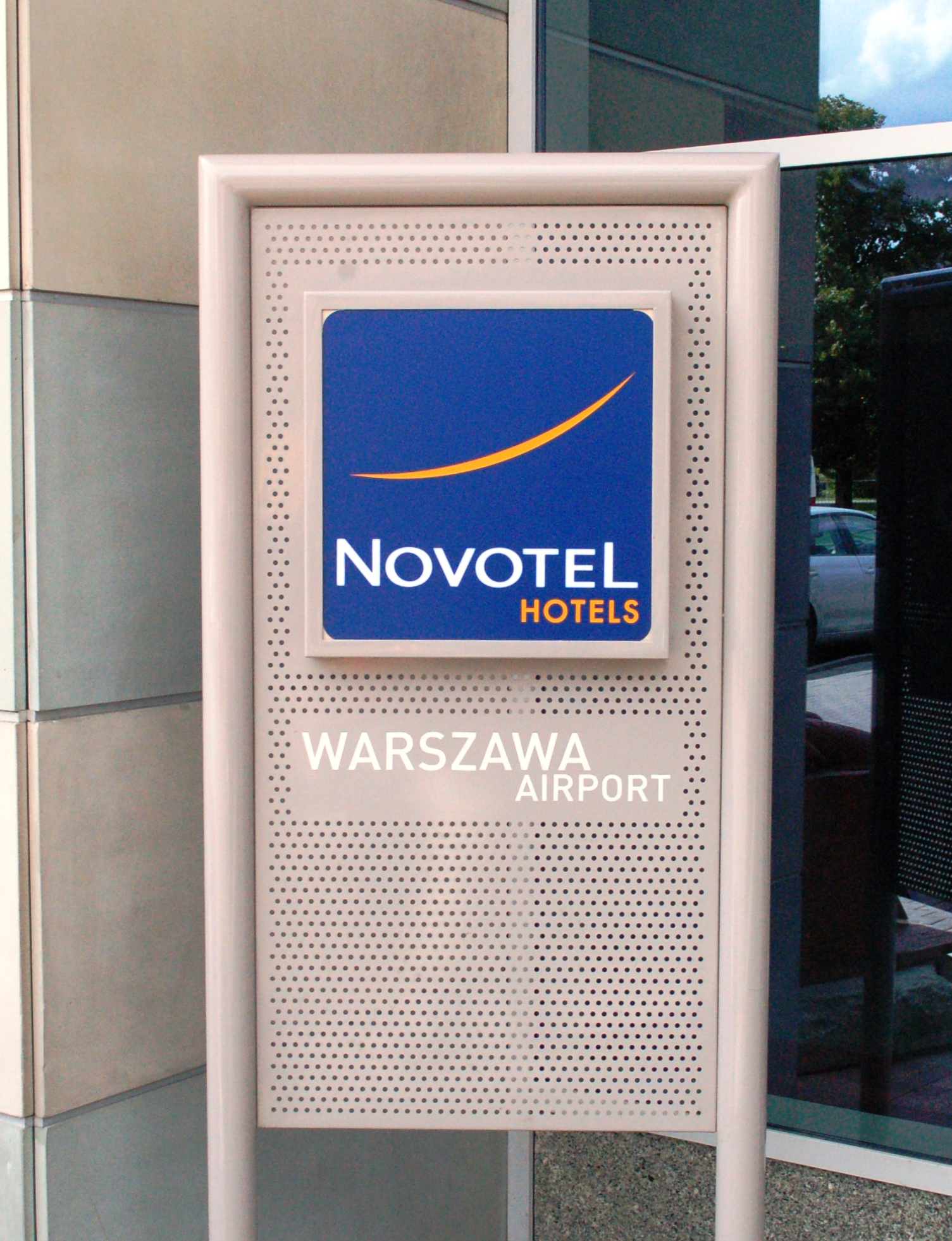
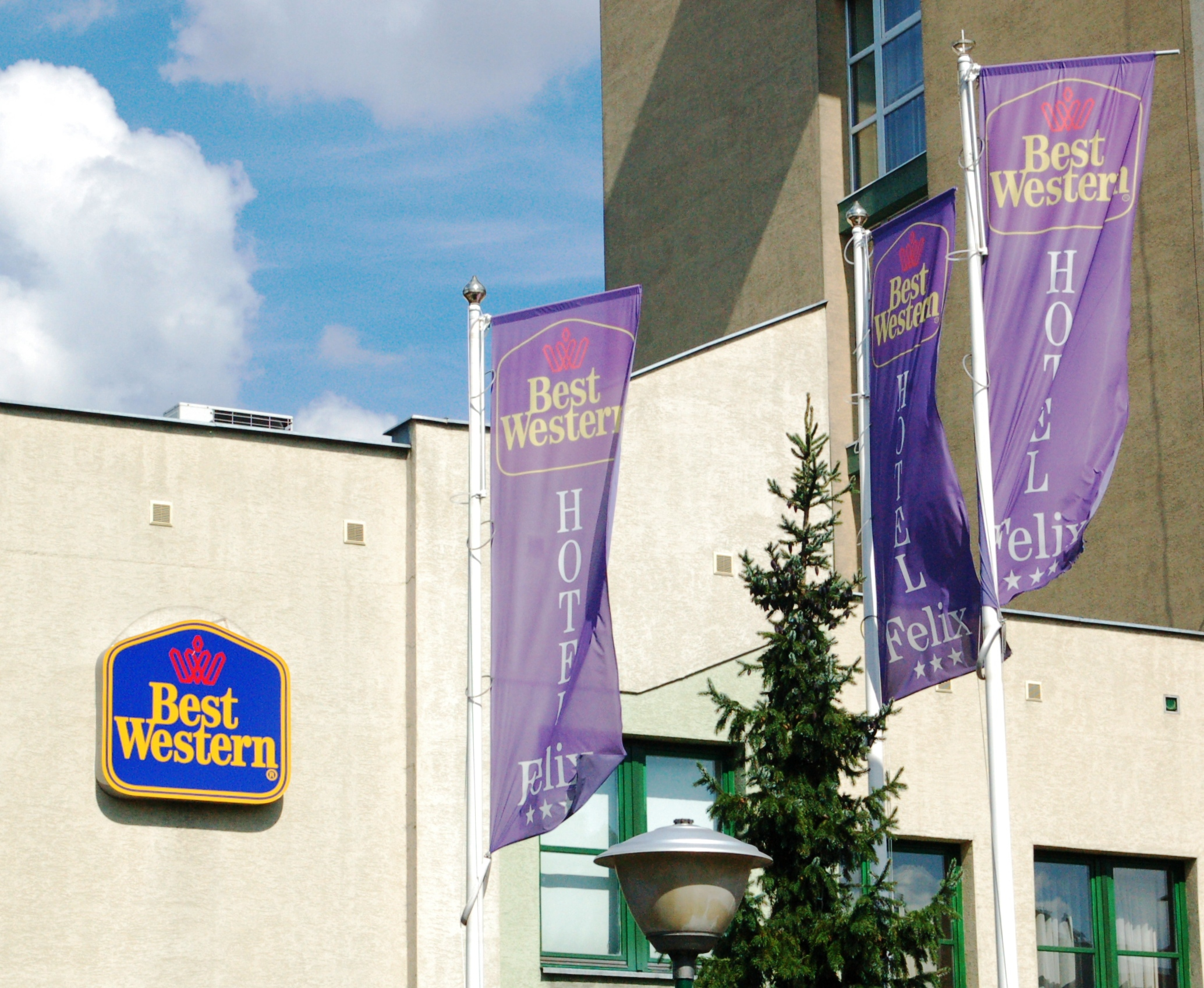
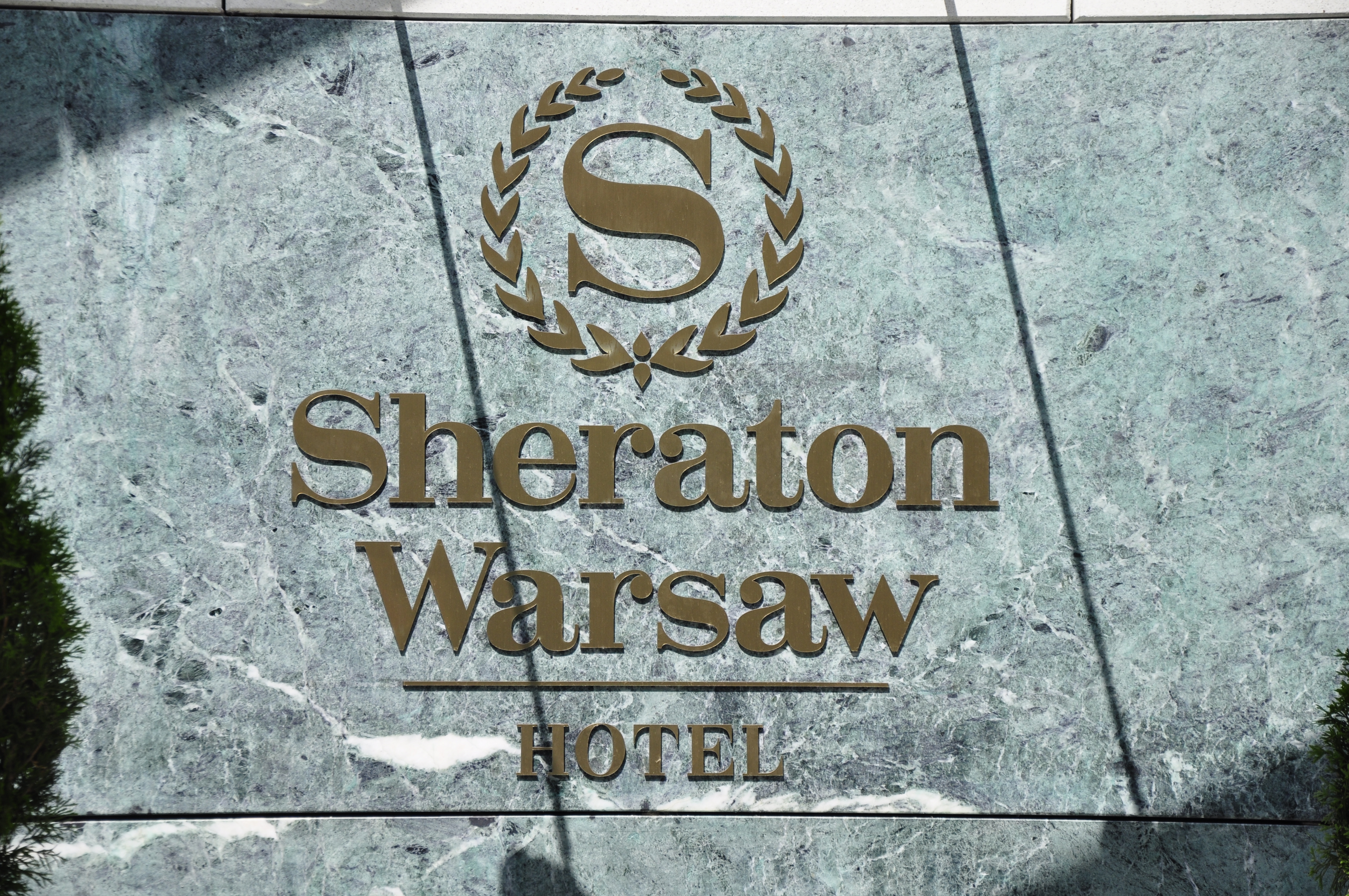
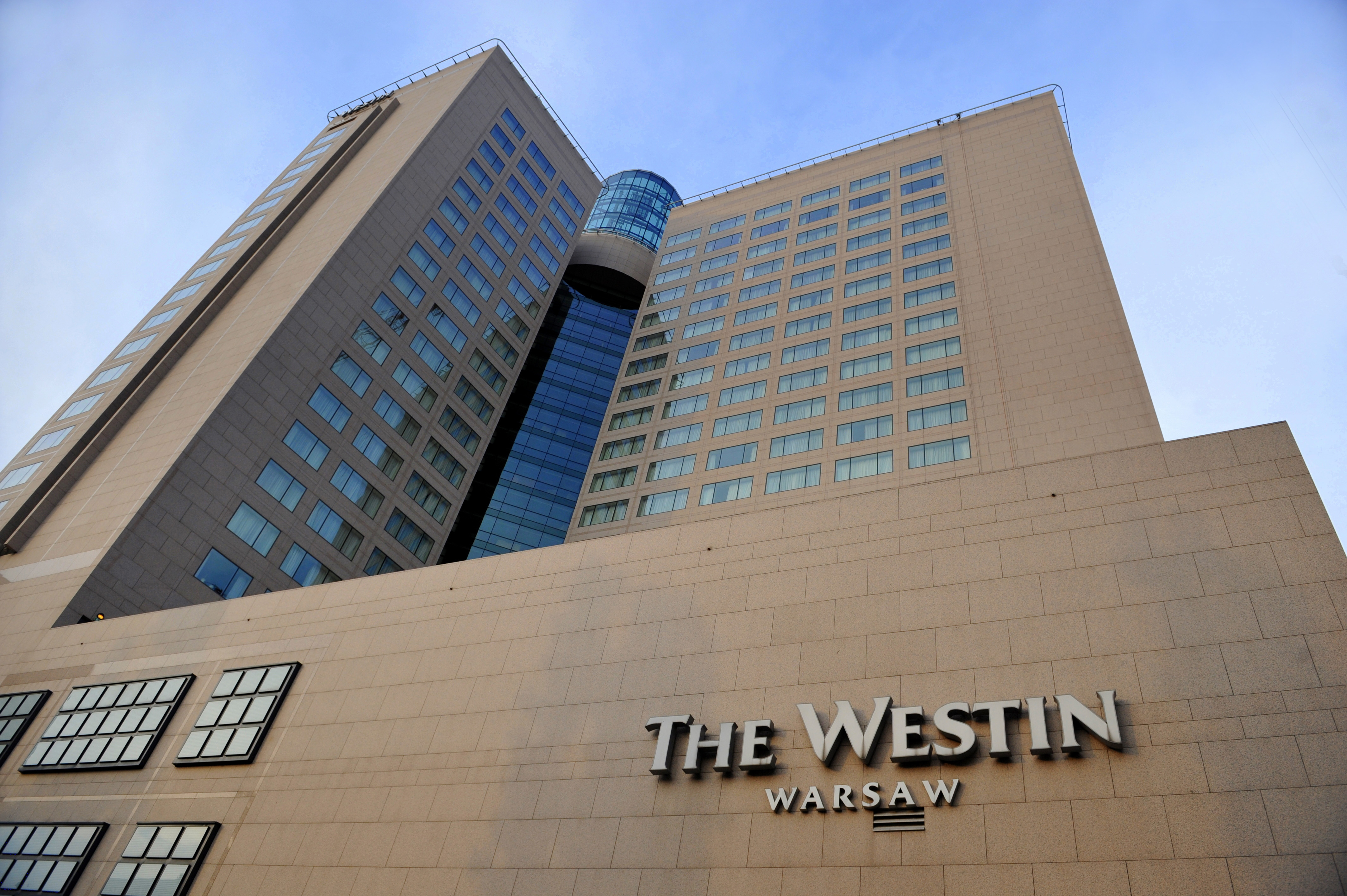
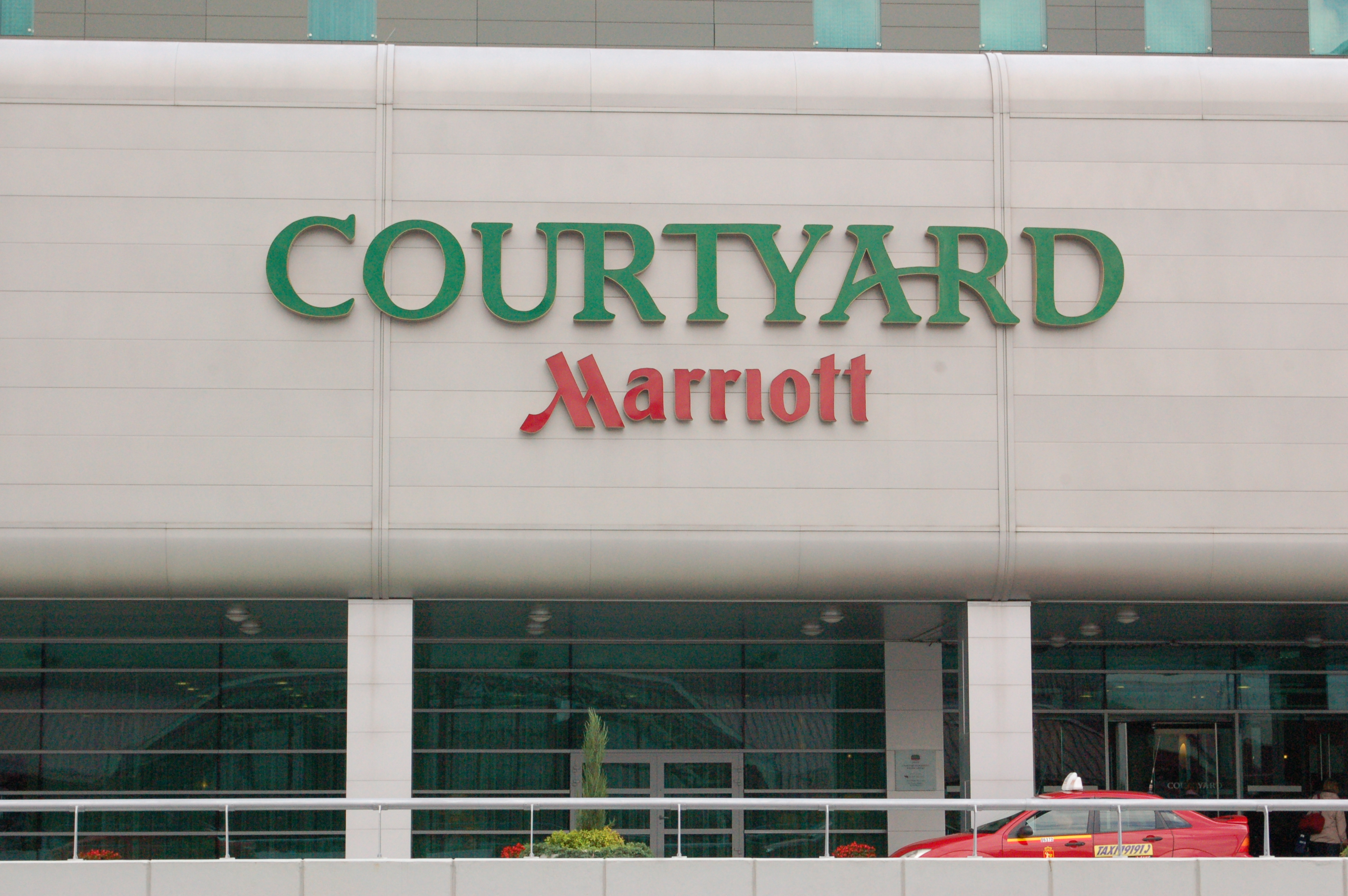
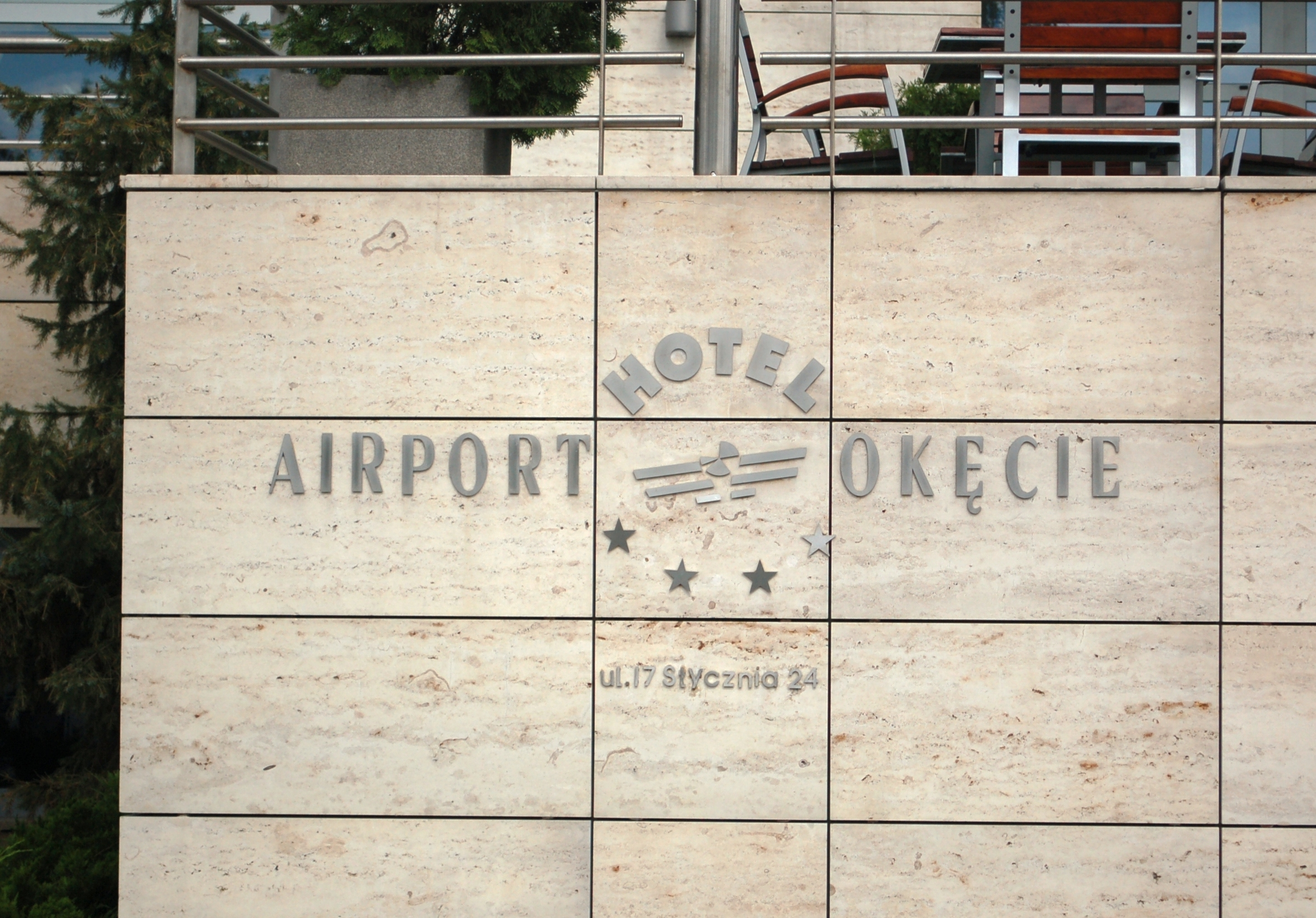

## Warschauer Hotelmarkt
Trotz der Realisierung von vielen Hotelprojekten in den 2000er Jahren sehen Experten weiterhin einen Bedarf an Neuinvestitionen. Die polnische Hauptstadt verfügt noch immer über deutlich weniger Hotelbetten als vergleichbare Städte in der Region wie Wien, Prag oder Budapest. Vor allem im unteren Mittelpreis-Segment (etwa für den Familienurlaub) gibt es noch Nachholbedarf. Die in Warschau stark vertretene Accor/Orbis-Gruppe richtet ihre Strategie deshalb verstärkt auf einfachere Hotels aus. Zu den Entwicklungsplänen der Gruppe gehört auch der Verkauf von Hotelgebäuden. Die Oberklasse-Hotels der Marken Sofitel und Novotel will Orbis auch weiterhin verwalten, während kostengünstigere Ibis- und Etap-Hotels dagegen zukünftig nur in Pacht betrieben werden sollen. Auch den Einsatz von Franchise-Modellen zieht die Gruppe in Betracht.
Die Zimmerpreise in Warschau sind allerdings im Vergleich zu anderen europäischen Großstädten noch niedrig. Die RevPAR (Revenue per available room) von EUR 61 wurde im Jahr 2007 nur von den Städten Riga (EUR 49) und Budapest (EUR 56) unterboten.

## Auflistung
Diese Liste enthält Warschauer Hotels, die über eine Kategorisierung von 5 Sternen verfügen, mehr als 100 Zimmer haben oder über eine besondere historische Bedeutung verfügen. Dabei wird in Luxushotels (5 Sterne) und Mittelklasse-Hotels (bis zu 4 Sternen) unterschieden. Separat werden bedeutende ehemalige Hotels erfasst. Die Listen sind sortierbar: durch Anklicken eines Spaltenkopfes wird die Liste nach dieser Spalte sortiert, zweimaliges Anklicken kehrt die Sortierung um. Durch das Anklicken zweier Spalten hintereinander lassen sich auch Kombination erzielen.

### Luxus-Hotels
| Bild  | Name                      | Ausstattung                                                                    | Lage       | Koordinaten                      | Baujahr   | Architekt                                                    | Betreiber                                                                      | Bemerkungen |
| ----- | ------------------------- | ------------------------------------------------------------------------------ | ---------- | -------------------------------- | --------- | ------------------------------------------------------------ | ------------------------------------------------------------------------------ | --- |
| Hotel | Le Royal Méridien Bristol | 5* 8 Stockwerke 133 Zimmer 32 Suiten Konferenzbereich                          | Innenstadt | 52° 14′ 32″ N, 21° 0′ 58″ O      | 1898–1901 | Władysław Marconi                                            | Marke: Le Méridien Gruppe: Starwood Hotels & Resorts Worldwide                 | In den 1920er Jahren das bedeutendste Hotel Warschaus                                                            |
| Hotel | Mamaison Hotel Le Regina  | 5* 3 Stockwerke 58 Zimmer 3 Suiten                                             | Innenstadt | 52° 15′ 13,5″ N, 21° 0′ 27,2″ O  | 2004      |                                                              | Gruppe: Mamaison Hotels & Residences                                           | Das Boutiquehotel befindet sich in einem Gebäude aus dem 18. Jahrhundert in der Warschauer Neustadt              |
| Hotel | Hotel Marriott Warschau   | 5* 20 Stockwerke (von 42) 422 Zimmer 96 Suiten 19 Konferenzräume Casino        | Innenstadt | 52° 13′ 38,4″ N, 21° 0′ 16,6″ O  | 1980–1989 | Jerzy Skrzypczak Andrzej Bielobradek Krzysztof Stefański     | Marke: Marriott Hotels & Resorts Gruppe: Marriott International                | Eines der ersten modernen Hochhäuser Warschaus. Hotel-Bürokombination                                            |
| Hotel | Polonia Palace            | 5* 7 Stockwerke 206 Zimmer und Suiten                                          | Innenstadt | 52° 13′ 44,7″ N, 21° 0′ 37″ O    | 1909–1913 | Józef Holewiński Juliusz Nagórski                            | Marke: Hotele Warszawskie Syrena Gruppe: Ilbau/Strabag                         | Nach dem Zweiten Weltkrieg Sitz vieler Botschaften und Vertretungen                                              |
| Hotel | InterContinental Warschau | 5* 45 Stockwerke Nutzfläche 45.500 m² 326 Zimmer 77 Suiten 12 Konferenzräume   | Innenstadt | 52° 13′ 56,8″ N, 21° 0′ 9,2″ O   | 2001–2003 | Tadeusz Spychała                                             | Marke: InterContinental Hotels & Resorts Gruppe: InterContinental Hotels Group | Höchstes Hotel Polens mit einem Pool im 43. Stockwerk                                                            |
| Hotel | Rialto                    | 5* 7 Stockwerke 33 Zimmer, 11 Suiten                                           | Innenstadt | 52° 13′ 23″ N, 21° 0′ 29″ O      | 2001–2003 | Studio Dom Architektury                                      | Mot Sp. z o.o.                                                                 | Das Boutiquehotel wurde in einem im Jahr 1906 im Stil des Eklektizismus errichteten Appartementhaus eingerichtet |
| Hotel | Sofitel Warsaw Victoria   | 5* 7 Stockwerke 290 Zimmer 53 Appartements und Suiten 1.500 m² Konferenzfläche | Innenstadt | 52° 14′ 23,4″ N, 21° 0′ 47,8″ O  | 1974–1976 | Zbigniew Pawelski                                            | Marke: Sofitel Gruppe: Accor                                                   | Bis zum Jahr 2001 als „Victoria Intercontinental“ von der InterContinental Hotels Group betrieben                |
| Hotel | The Westin                | 5* 22 Stockwerke 366 Zimmer 10 Konferenzräume                                  | Wola       | 52° 14′ 7,1″ N, 20° 59′ 47,4″ O  | 2001–2003 | John Portman & Associates Biuro Projektów Kazimierski & Ryba | Marke: Westin Hotels & Resorts Gruppe: Starwood Hotels & Resorts Worldwide     | |
| Hotel | Hyatt Regency             | 5* 9 Stockwerke Nutzfläche 30.000 m² 250 Zimmer Casino                         | Mokotów    | 52° 12′ 26,8″ N, 21° 1′ 46″ O    | 1998–2001 | Projekt Polsko - Belgijska Pracownia Architektury            | Marke: Hyatt Regency Gruppe: Hyatt International Corporation                   | Modernes Luxushotel mit finanziellen Problemen in der Bauphase                                                   |
| Hotel | Hilton Warsaw City        | 5* 26 Stockwerke 314 Zimmer und Suiten 3.000 m² Konferenzfläche                | Wola       | 52° 14′ 0,7″ N, 20° 59′ 9,7″ O   | 2004–2007 | Biuro Projektów Kazimierski i Ryba                           | Marke: Hilton Gruppe: Hilton Hotels Corporation                                | Großes, modernes Konferenzhotel mit Holmes-Fitnessclub                                                           |
| Hotel | Radisson Blu Centrum      | 5* 8 Stockwerke Nutzfläche 30.467 m² 283 Zimmer 28 Appartements und Suiten     | Innenstadt | 52° 14′ 11,4″ N, 20° 59′ 54,7″ O | 2003      | Tadeusz Spychała                                             | Marke: Radisson Blu Hotels & Resorts Gruppe:Rezidor Hotel Group                | |
| Hotel | Sheraton Warschau         | 5* 7 Stockwerke 350 Zimmer                                                     | Innenstadt | 52° 13′ 40,5″ N, 21° 1′ 29,8″ O  |           |                                                              | Marke: Sheraton Hotels & Resorts Gruppe: Starwood Hotels & Resorts Worldwide   | |

### Mittelklasse-Hotels
| Bild  | Name                                 | Ausstattung                                                         | Lage           | Koordinaten                      | Baujahr       | Architekt                                                         | Betreiber                                                        | Bemerkungen |
| ----- | ------------------------------------ | ------------------------------------------------------------------- | -------------- | -------------------------------- | ------------- | ----------------------------------------------------------------- | ---------------------------------------------------------------- | --- |
| Hotel | Mercure Grand Hotel                  | 4* 11 Stockwerke Hubschrauberlandeplatz 229 Zimmer 4 Konferenzräume | Innenstadt     | 52° 13′ 39,4″ N, 21° 1′ 6,6″ O   | 1954–1958     | Stanisław Bieńkuński, Stanisław Rychłowski                        | Marke: Mercure Gruppe: Accor                                     | Beispiel der Architektur des Sozialistischen Realismus                                                                                    |
| Hotel | Europejski                           | 3*                                                                  | Innenstadt     | 52° 14′ 30″ N, 21° 0′ 52″ O      | 1855–1877     | Enrico Marconi                                                    | Privatbesitz (HESA)                                              | Seit dem Jahr 2005 nach erfolgter Restitution an die Alteigentümerfamilien geschlossen. Geplant ist eine Sanierung und Wiedereröffnung    |
| Hotel | Courtyard by Marriott Warsaw Airport | 4*                                                                  | Włochy         | 52° 10′ 14,6″ N, 20° 58′ 27,8″ O |               |                                                                   | Marke: Courtyard by Marriott Gruppe: Marriott International      | Hotel am Chopin-Flughafen Warschau |
| Hotel | Novotel Warszawa Centrum             | 4* 33 Stockwerke 713 Zimmer 22 Suiten                               | Innenstadt     | 52° 13′ 45,7″ N, 21° 0′ 49,1″ O  | 1972–1974     | Sten Samuelson                                                    | Marke: Novotel Gruppe: Accor                                     | Das ehemalige Hotel „Forum“ von Orbis gehõrt zu den ältesten modernen Hochhäusern Warschaus                                               |
| Hotel | Sobieski                             | 4* 388 Zimmer 47 Appartements                                       | Ochota         | 52° 13′ 27″ N, 20° 59′ 20,3″ O   | 1992          |                                                                   | Marke: Radisson Blu Hotels & Resorts Gruppe: Rezidor Hotel Group | Bis 2011 von Vienna International betrieben, Eigentümer war bis dahin Europa Fund II                                                      |
| Hotel | Orbis Holiday Inn Warsaw             | 4* 336 Zimmer 5 Konferenzräume 6 Stockwerke                         | Innenstadt     | 52° 13′ 51,4″ N, 21° 0′ 4,3″ O   | 1989          |                                                                   | Marke: Holiday Inn Gruppe Accor                                  | Interessante Kooperation zwischen InterContinental Hotels Group und Accor                                                                 |
| Hotel | Golden Tulip Warsaw Centre           | 3* 144 Zimmer                                                       | Wola           | 52° 13′ 33,7″ N, 20° 59′ 20,3″ O | 2004          | ARCA A&C Sp. z o.o. Roman Abramczuk                               | Marke: Golden Tulip Gruppe: Groupe du Louvre                     | Vormals: Kyriad Prestige |
| Hotel | Parkowa                              | 65 Zimmer 5 Stockwerke                                              | Mokotów        | 52° 12′ 38″ N, 21° 1′ 41,7″ O    |               |                                                                   | Ministerrat Polens                                               | Neben dem Hotel werden auch drei im Garten liegende Villen betrieben und (auch an Privatpersonen) vermietet                               |
| Hotel | Belwederski                          | 3* 53 Zimmer 8 Stockwerke                                           | Mokotów        | 52° 12′ 36,2″ N, 21° 1′ 43,4″ O  |               |                                                                   | Hotelgruppe WAM (Kraków)                                         | |
| Hotel | Dom Turysty Harenda                  | 2* 43 Zimmer                                                        | Innenstadt     | 52° 14′ 18,7″ N, 21° 1′ 4,9″ O   |               |                                                                   | Rempex Sp. z o.o.                                                | Das “Haus des Touristen” der Polnischen Gesellschaft für Touristik und Landeskunde wurde 1954 beim Wiederaufbau des Gebäudes eingerichtet |
| Hotel | Hera                                 | 72 Zimmer 2 Konferenzräume                                          | Mokotów        | 52° 12′ 26,5″ N, 21° 1′ 52,6″ O  | 1953          | Wacław Kłyszewski, Jerzy Mokrzyński, Eugeniusz Wierzbicki         | Warschauer Universität                                           | Ursprünglich Studentenwohnheim der Sozialwissenschaftlichen Hochschule, dient es heute als Hotel/Gästehaus der Warschauer Universität     |
| Hotel | Hotel MDM                            | 3* 134 Zimmer                                                       | Innenstadt     | 52° 13′ 17,1″ N, 21° 0′ 59″ O    | 1950–1952     | Stanisław Jankowski, Jan Knothe, Józef Sigalin, Zygmunt Stępiński | Marke: Hotele Warszawskie Syrena Gruppe:Gruppe: Ilbau/Strabag    | Bestandteil des von 1950 bis 1952 entstandenen MDM-Viertels im Baustil des Sozialistischen Realismus                                      |
| Hotel | Etap Warszawa Centrum                | 176 Zimmer                                                          | Innenstadt     | 52° 13′ 35,7″ N, 21° 2′ 31″ O    | 1973          | Zygmunt Stępiński                                                 | Marke: Etap Gruppe: Accor                                        | Vormals Hotel Solec |
| Hotel | Gromada Lotnisko                     | 3* 352 Zimmer 6.000 m² Konferenzfläche                              | Włochy         | 52° 10′ 48,5″ N, 20° 58′ 45,1″ O | 1994 und 2002 |                                                                   | Gromada                                                          | |
| Hotel | Gromada Centrum (Dom Chłopa)         | 3* 297 Zimmer 13 Appartements                                       | Innenstadt     | 52° 14′ 4,4″ N, 21° 0′ 52,4″ O   | 1957–1961     | Bohdan Pniewski, Małgorzata Handzelewicz-Wacławkowa               | Gromada                                                          | Geht auf ein Gebäude von 1861 zurück, aus Spenden von Dorforganisationen errichtet                                                        |
| Hotel | AirPort Hotel Okęcie                 | 4* 163 Zimmer 7 Appartements 16 Konferenzräume                      | Włochy         | 52° 10′ 42″ N, 20° 58′ 57,9″ O   | 2001–2002     |                                                                   | Koncept 2000 Sp.z o.o.                                           | |
| Hotel | Best Western Hotel Felix             | 3* 277 Zimmer                                                       | Praga Południe | 52° 14′ 29,4″ N, 21° 5′ 49,4″ O  |               |                                                                   | Marke: Best Western Gruppe: PUHiT                                | |
| Hotel | Novotel Warszawa Airport             | 4* 281 Zimmer                                                       | Włochy         | 52° 11′ 27,7″ N, 20° 58′ 47,6″ O |               |                                                                   | Marke: Novotel Gruppe: Accor                                     | |
| Hotel | Hotel Metropol                       | 3* 191 Zimmer 11 Suiten Casino                                      | Innenstadt     | 52° 13′ 44,3″ N, 21° 0′ 39,8″ O  | 1964–1964     | Zygmunt Stępiński, Grzegorz Chruścielewski                        | Marke: Hotele Warszawskie Syrena Gruppe: Ilbau/Strabag           | |
| Hotel | Ibis Warszawa Stare Miasto           | 333 Zimmer                                                          | Innenstadt     | 52° 15′ 14,8″ N, 20° 59′ 55,3″ O |               |                                                                   | Marke: Ibis Gruppe: Accor                                        | |
| Hotel | Ibis Warszawa Centrum                | 189 Zimmer 6 Konferenzräume                                         | Wola           | 52° 14′ 15,6″ N, 20° 58′ 57,5″ O | 2000          | ARCA A&C Sp. z o.o.                                               | Marke: Ibis Gruppe: Accor                                        | |
| Hotel | Premiere Classe                      | 3* 126 Zimmer                                                       | Wola           | 52° 13′ 33,8″ N, 20° 59′ 20,7″ O | 2004          | ARCA A&C Sp. z o.o. Roman Abramczuk                               | Marke: Premiere Classe Gruppe: Groupe du Louvre                  | |
| Hotel | Karat                                | 3* 38 Zimmer 1 Konferenzraum                                        | Mokotów        | 52° 12′ 36″ N, 21° 1′ 27,5″ O    |               |                                                                   |                                                                  | |
| Hotel | Best Western Hotel Portos            | 3* 225 Zimmer                                                       | Mokotów        | 52° 11′ 12,5″ N, 21° 2′ 56,8″ O  |               |                                                                   | Marke: Best Western Gruppe: PUHiT                                | Seit September 2011 wird das ehemalige “Arbeiterhotel” unter der Best Western-Marke geführt                                               |
| Hotel | Campanile Warszawa                   | 2* 192 Zimmer                                                       | Wola           | 52° 13′ 33,5″ N, 20° 59′ 20″ O   | 2004          | ARCA A&C Sp. z o.o. Roman Abramczuk                               | Marke: Campanile Gruppe: Groupe du Louvre                        | |

Weitere große Mittelklasse-Hotels sind:
- Platinum Residence (4*, 160 Zimmer)
- De Silva Warszawa Airport (4*, 117 Zimmer)
- Castle Inn (Boutique Hotel, 21 Zimmer)
- Hotel Pulawska Residence (3*, 197 Zimmer)

### Ehemalige Hotels
| Bild  | Name            | Ausstattung              | Lage       | Koordinaten                     | Baujahr                    | Schließung | Architekt                                     | Bemerkungen |
| ----- | --------------- | ------------------------ | ---------- | ------------------------------- | -------------------------- | ---------- | --------------------------------------------- | --- |
|       | Hotel Angielski |                          | Innenstadt | 52° 14′ 32,9″ N, 21° 0′ 41,1″ O | 1797                       | 1939       |                                               | Zunächst als „Hôtel d’Prusse“ benannt. Hier verbrachte Napoleon eine Nacht. |
|       | Hotel Brühl     | 5 Stockwerke             | Innenstadt | 52° 14′ 30,7″ N, 21° 0′ 31,2″ O | 1882                       | 1944       | Witold Lanci                                  | Elegantes Hotel am Sächsischen Garten |
| Hotel | Hotel Polski    | 4 Stockwerke             | Innenstadt | 52° 14′ 48″ N, 21° 0′ 17″ O     | vmtl. 1808                 | 1944       |                                               | Schauplatz der „Heimschaffungsaktion“ im Zweiten Weltkrieg |
| Hotel | Hotel Saski     | 2* 3 Stockwerke          | Innenstadt | 52° 14′ 30,9″ N, 21° 0′ 10,8″ O | 1950                       | 1990       |                                               | Gehörte zur Hotelgruppe Hotele Warszawskie Syrena. Bis zum Jahr 2012 erfolgt der Umbau zu dem modernen Bürozentrum „Plac Bankowy 1“                                                   |
| Hotel | Hotel Savoy     | 6 Stockwerke             | Innenstadt | 52° 14′ 7,8″ N, 21° 1′ 7″ O     | 1905                       | vmtl. 1944 | Bronisław Czosnowski                          | Vom SS-Führer Lothar Beutel geplündert |
| Hotel | Hotel Warszawa  | 17 Stockwerke 375 Zimmer | Innenstadt | 52° 14′ 8,1″ N, 21° 0′ 45,6″ O  | 1954                       | 2003       | Marcin Weinfeld Stefan Bryła Wenczesław Poniż | Das 1930 errichtete Prudential-Hochhaus war das höchste Gebäude Warschaus und ein Symbol des Warschauer Aufstandes                                                                    |
|       | Hotel Wiedeński |                          | Innenstadt | 52° 13′ 50″ N, 21° 0′ 44,3″ O   | 1845                       | 1939       | Piotr Frydrych                                | Heute befindet sich an der Stelle des Hotels ein prägnanter Rundbau der PKO-Bank |
| Hotel | Hôtel de Saxe   | 3 Stockwerke             | Innenstadt | 52° 14′ 39,5″ N, 21° 0′ 48,8″ O | 1847                       | 1944       | Józef Bobiński (Umbau)                        | In der Mitte des 19. Jahrhunderts – für kurze Zeit – das größte Hotel Warschaus |
| Hotel | Hotel d’Europe  | 3 Stockwerke             | Innenstadt | 52° 14′ 50,2″ N, 21° 0′ 27,9″ O | ca. 1821                   | ca. 1830   |                                               | Das im Anfang des 18. Jahrhunderts entstandenen Borch-Palast untergebrachte Hotel diente der damaligen Russischen Botschaft als Sitz                                                  |
|       | Hotel Maringe'a | 2 Stockwerke 35 Zimmer   | Innenstadt | 52° 14′ 11,6″ N, 21° 0′ 36″ O   | 1865–1867                  | ca. 1902   | Teodor Witkowski Leon Surzyński               | Ab 1902 bis 1939 wurde das Haus als Hotel Francuski geführt. Heute befindet sich hier der verkehrsreiche Plac Jana Henryka Dąbrowskiego                                               |
| Hotel | Helvetia        | 9 Stockwerke (geplant)   | Innenstadt | 52° 14′ 17,4″ N, 21° 1′ 13,3″ O | Anfang der 1920er Jahre    |            | Antoni Jaworznicki                            | Das Hotel konnte wegen finanzieller Probleme nicht fertiggestellt werden und wurde so als Sitz der Versicherung Powszechny Zakład Ubezpieczeń Wzajemnych genutzt. Heute Büro der PSL. |
|       | Hotel Central   | 6 Stockwerke             | Innenstadt |                                 | ca. 1907 (Umbau zum Hotel) | ca. 1975   | vmtl. Władysław Marconi                       | Das Hotel wurde auch unter den Bezeichnungen Hotel Centralny und Hotel Narodowy geführt.                                                                                              |